# Dario Parrini
Dario Parrini (Vinci, 17 ottobre 1973) è un politico italiano, sindaco di Vinci dal 2004 al 2013 e parlamentare per il Partito Democratico dal 2013.

## Biografia
Nel febbraio 1998 si è laureato in Scienze politiche presso la Facoltà Cesare Alfieri dell'Università degli Studi di Firenze, con una tesi sul ruolo di Alcide De Gasperi nella politica italiana dei primi anni '50.
Sposato con Gaia e ha due figlie: Bianca e Margherita, è un giornalista pubblicista, è stato collaboratore di diverse testate dal 1995 al 2000. Dal 2001 al 2004 ha lavorato come buyer per Coop Italia.
È da febbraio 2012 presidente di «LibertàEguale Toscana».

### Carriera politica

#### Nel comune di Vinci
Iscritto al Partito Democratico della Sinistra nel 1992, dopo la svolta della Bolognina di Achille Occhetto, nel 1998 aderisce alla svolta di Massimo D'Alema ai Democratici di Sinistra (DS). Dal 2007 è iscritto al Partito Democratico.
È stato segretario comunale dei DS della sua città natale dal 1999 al 2004, assessore allo sviluppo economico nel comune di Vinci dal 2003 al 2004 ed eletto sindaco di Vinci dal 14 giugno 2004 fino all'11 marzo 2013, quando decade dall'incarico in seguito alla proclamazione della sua elezione a deputato.
Nel 2012 ha sostenuto la candidatura di Matteo Renzi, allora sindaco di Firenze, alle elezioni primarie del centro-sinistra "Italia. Bene Comune" per la scelta del leader della coalizione di centro-sinistra e candidato alla Presidenza del Consiglio.
Si è classificato al primo posto nelle elezioni primarie tenutesi il 30 dicembre 2012 nella zona Empolese Valdelsa per la scelta dei candidati al Parlamento del Partito Democratico in vista delle elezioni politiche del 2013.

#### Elezione a deputato
Candidato alle elezioni politiche del 2013 per il Partito Democratico, nella circoscrizione Toscana per la Camera dei deputati, viene eletto deputato della XVII legislatura della Repubblica Italiana.
Nel corso della XVII legislatura alla Camera, è stato membro della V Commissione Bilancio, Tesoro e Programmazione.
A novembre 2013, per i tipi di Edizioni Dlm Europa, ha pubblicato il volume «Un'agenda per Renzi» scritto con Giorgio Tonini, Enrico Morando e Antonio Funiciello.
Sostiene Matteo Renzi nelle primarie dell'8 dicembre 2013 per l'elezione del segretario nazionale del Partito Democratico.
L'11 dicembre 2013 è stato eletto dal gruppo parlamentare del PD alla Camera a far parte dell'Assemblea Nazionale del Partito Democratico.
Il 16 febbraio 2014 viene eletto segretario regionale del Partito Democratico Toscana, come candidato unitario, ed entra a far parte della Direzione Nazionale del Partito Democratico.
Esperto di riforme costituzionali e di sistemi elettorali, ha contribuito alla definizione della legge n. 52/2015 (c.d. Italicum) e delle proposte di riforma elettorale discusse alla Camera nella primavera del 2017.
Nel 2014 ha partecipato all'elaborazione della nuova legge elettorale della Regione Toscana, la prima a livello nazionale ad introdurre il ballottaggio eventuale fra i due candidati a Presidente di Regione più votati.
Il 17 marzo 2016 è chiamato a far parte del Comitato Scientifico della Fondazione Eyu, coordinato da Filippo Taddei.
È tra gli autori del volume «A cose fatte» curato da Edoardo Fanucci e uscito nel gennaio 2018 da Rubbettino con una prefazione di Matteo Renzi.

#### Elezione a senatore
Alle elezioni politiche del 4 marzo 2018 viene candidato nel collegio uninominale di Sesto Fiorentino (Empolese Valdelsa, Piana Fiorentina, Mugello, Valdisieve e Valdarno, Chianti, Quarrata, Loro Ciuffenna e Castelfranco Piandiscò) al Senato della Repubblica, per la coalizione di centro-sinistra in quota PD, dove viene eletto senatore con il 40,73% dei voti contro il candidato del centro-destra, in quota Forza Italia, Stefania Scarpati (25,80%) e il Movimento 5 Stelle Fabio Zita.
Il 17 marzo 2018 si è dimesso dalla carica di Segretario del Partito Democratico della Toscana. Il successivo 20 giugno è stato eletto capogruppo del PD nella Commissione Affari Costituzionali del Senato.
Il 13 marzo 2019 è stato designato dal gruppo parlamentare del Partito Democratico al Senato a far parte dell'Assemblea Nazionale del Partito Democratico.
Il 17 marzo 2019 è stato eletto membro della Direzione Nazionale del Partito Democratico.
Il 5 febbraio 2020 è stato eletto segretario della Commissione Affari Costituzionali del Senato. Il 29 luglio dello stesso anno è stato eletto Presidente della Commissione Affari Costituzionali del Senato.
Si è occupato prevalentemente di riforme costituzionali e istituzionali in generale, e delle questioni di maggior rilievo attinenti il ruolo degli enti locali.
Tra i provvedimenti che ha seguito in prima persona e che hanno raggiunto l’obiettivo dell’approvazione: la riforma che ha introdotto la tutela ambientale tra i principi fondamentali della Costituzione, l'estensione dell'elettorato attivo per il Senato ai giovani tra i 18 e i 25 anni, la revisione del trattamento economico dei sindaci contenuta nella legge di bilancio per il 2021.
Ha contribuito alla stesura del ddl 1960 presentato nell'autunno 2020 e contenente un progetto di riforma organica della seconda parte della Costituzione per migliorare la forma di governo parlamentare italiana, il ddl per l'istituzione di una commissione d'inchiesta bicamerale sui rapporti tra la Lega e il regime russo, i ddl per alleggerire i rischi penali e contabili oggi gravanti sui sindaci. Numerosi infine, i documenti presentati.
A dicembre 2021 presenta un disegno di legge costituzionale, assieme ai senatori Luigi Zanda (PD) e Gianclaudio Bressa (Per le Autonomie), che vieta la rieleggibilità del presidente della Repubblica e l'abolizione il semestre bianco.

#### Rielezione a senatore
Alle elezioni politiche anticipate del 2022 viene ricandidato al Senato, nel collegio plurinominale della Toscana come capolista del Partito Democratico - Italia Democratica e Progressista, dove viene rieletto senatore. Il 10 novembre 2022 è stato eletto Vicepresidente della Commissione Affari Costituzionali del Senato.

## Pubblicazioni
- D. Parrini, Una nuova legge elettorale. Per riavvicinare elettori ed eletti, in: "Italianieuropei", 2/2022[7].
- A. Funiciello, E. Morando, G. Tonini, D. Parrini, "Un'agenda per Renzi", Edizioni Dlm Europa, 2013
- AA.VV., D. Parrini, "A cose fatte. L'azione del Pd nei mille giorni del governo Renzi", a cura di Edoardo Fanucci, con prefazione di Matteo Renzi, Rubbettino, 2018
- D. Parrini, "Giulio Masini. Trent'anni di socialismo riformista nell'Empolese Valdelsa", in: Bullettino Storico Empolese, Volume XIX, Anni LXIII-LXIV, Atpe, 2019-2020